# Veřejně správní akademie – vyšší odborná škola
Veřejně správní akademie – vyšší odborná škola s. r. o. (zkratka VSA) je soukromá vyšší odborná škola sídlící v Brně. Má pobočku ve Vyškově.

## Historie
Veřejně správní akademie – vyšší odborná škola, s. r. o. byla založena jako soukromá střední odborná škola Veřejně správní akademie Brno v roce 1992. Od roku 1995 fungovala jako Veřejně správní akademie a Právní gymnázium při VSA. Od roku 1997 se zaměřila i na vyšší odborné vzdělání a stala se Veřejně správní akademie a Právní gymnázium při VSA, SOŠ a vyšší odborná škola, s. r. o.. Od roku 2001 funguje už jen jako vyšší odborná škola – Veřejně správní akademie – vyšší odborná škola, s. r. o.

## Studium
Škola nabízí denní (3 roky) a dálkovou (4 roky) formu vzdělávání.
| Studijní obor                     | Studijní program                   | zaměření                               | forma vzdělání  |
| --------------------------------- | ---------------------------------- | -------------------------------------- | --------------- |
| 68-43-N/.. Veřejnosprávní činnost | 68-43-N/01 Veřejnosprávní činnost; | Veřejná správa; Administrativa justice | denní a dálková |
| 68-43-N/.. Veřejnosprávní činnost | 68-43-N/11 Public Relations        | -                                      | pouze denní     |
| 63-42-N/.. Personální řízení      | 63-42-N/01 Personální řízení       | -                                      | denní a dálková |

## Známí absolventi
- Tereza Fajksová
- Mgr. Robert Grund